# Mary Hempstead Lisa
Mary Hempstead Lisa (también conocida como Aunt Manuel) (New London, Connecticut, 25 de octubre de 1782 — Galena, Illinois, 3 de septiembre de 1869) fue la primera mujer blanca en navegar el curso alto del río Misuri y una de las primeras en adentrarse en el territorio inexplorado del oeste americano. A menudo, se considera que fue la primera mujer de ascendencia europea en visitar los actuales estados de Nebraska y Dakota del Norte. Estuvo casada con el explorador y comerciante español Manuel Lisa y, tras enviudar de él, dedicó su vida al cuidado de los más desfavorecidos.

## Biografía
Hempstead fue hija del importante abogado y héroe de la guerra de independencia estadounidense Stephen Hempstead y de Mary Lewis Hempstead. Fue la pequeña de tres hermanos y se crio en un ambiente religioso (presbiteriano) y cultivado, entre la clases más adineradas de la ciudad.
Pese a sus deseos de acompañar a sus hermanos para ganarse la vida en la ciudad de San Luis, dónde su familia había adquirido una granja y un gran terreno junto al río Misisipi, en 1806, a los veinticuatro años, se vio obligada a contraer matrimonio con John Keeney, un padre viudo y capitán de barco con quien tuvo al mayor de sus hijos, Christopher. No obstante, su primer marido murió al poco tiempo, dejándola viuda a una edad muy temprana.

### Traslado a San Luis
En junio de 1811, sin la atadura de su primer matrimonio, dejó New London con su hijo Christopher y su hijastra Charlotte Keeney para mudarse definitivamente a la casa de su familia en San Luis. Allí descubre que sus hermanos, Edward y Stephen Jr., habían prosperado hasta convertirse en reputados políticos y empresarios de una ciudad que había crecido de modo vertiginoso desde que los exploradores Meriwether Lewis y William Clark habían regresado de su célebre incursión en el oeste.
Por motivos desconocidos, Hempstead comenzó a fraguar una buena relación con el explorador español Manuel Lisa, un reputado trampero que había obtenido fama como empresario y agente indio. Con gran probabilidad fue su propio padre, o incluso su hermano Edward, el que le había presentado a Manuel años atrás, ya que la familia Hempstead había adquirido desde hacía varios años un porcentaje importante de la Compañía peletera de Lisa: la Missouri Fur Company.
Tras una temporada en la que Mary Hempstead se interesó por las tribus indígenas y la exploración del continente americano, en el otoño de 1817, se enteró de la repentina muerte de la primera esposa de Manuel. El mismo año, su hermano Edward sufrió un accidente mientras montaba a caballo y murió en el acto. La familia Hempstead donó parte de su terreno en San Luis para construir el cementerio de Bellefontaine y enterrar allí al primogénito de la familia. A su regreso de Fort Lisa, en el verano del siguiente año, comenzó a verse en público a los dos.

### Matrimonio con Manuel Lisa
El 5 de agosto de 1818, Hempstead y Lisa contrajeron matrimonio. Aunque Lisa era teóricamente católico, «evidentemente no era un seguidor muy puntilloso» ya que no sólo se casó con una mujer presbiteriana, sino que también permitió que los servicios fueran realizados por el fundador de la iglesia Presbiteriana en San Luis, Salmón Giddings.
Pese a que el idioma materno de Lisa era el español y el de Hempstead el inglés, la relación fue sólida y feliz desde el primer día. Compartieron un profundo respeto y una fascinación común por los pueblos indígenas del continente. En este tiempo, Hempstead muy probablemente llegase a conocer a la mayoría de los más reputados comerciantes de pieles de la ciudad, y con casi toda posibilidad se hizo cargo del cuidado de los anteriores hijos que Manuel había tenido con su primera esposa. Hempstead aceptó que Lisa estuviese casado con Mitain, una mujer india de la tribu omaha, e insistió en poder conocerla algún día.

### Primera mujer en el Alto Misuri
Después de un año en San Luis, el matrimonio se trasladó durante el mes de octubre de 1819 a Fort Lisa, en Nebraska, siendo de este modo Hempstead la primera mujer blanca que remontaba el río Misuri. Allí pasaron una larga temporada de exploración, aproximadamente hasta el mes de abril de 1820, conviviendo con las tribus de nativos americanos y con los tramperos y cazadores que seguían afincados en Fort Lisa, que cariñosamente comenzaron a llamarla Aunt Manuel por su espíritu maternal. Se considera que Mary fue la primera mujer de ascendencia europea en visitar los actuales estados de Nebraska y Dakota del Norte, en la región del noroeste.
Pese a las reticencias de su marido, Hempstead conoció en esos meses a Mitain, la mujer de la tribu omaha que se había casado con el español años atrás, y a los dos hijos que había tenido con ella, Rosalie y Christopher. Presenció la controversia que su marido mantuvo con Mitain por la custodia de ambos. Finalmente, regresaron a San Luis con un acuerdo sobre la custodia y educación de la mayor de las hijas, Rosalie, y distintos planes para regresar pronto a territorio salvaje.
Aunque Lisa regresó a San Luis en buen estado de salud, al cabo de dos meses, en abril de 1820 enfermó gravemente. Una enfermedad desconocida le causó la muerte en Sulphur Springs (en la actualidad dentro de la ciudad de San Luis) el 12 de agosto de 1820. Hempstead se encargó de que fuese enterrado en el cementerio de Bellefontaine, en el terreno de la familia. A pesar de que su fortuna le permitió dejar 2.000 dólares mensuales para cada uno de sus hijos hasta que alcanzasen la edad adulta, no hay pruebas de que se llevase a cabo, y es probable que dejase pocos bienes en herencia. La Missouri Fur Company quebró poco tiempo después y Hempstead se arruinó debido a la poca legislación existente aún sobre el territorio de Lousiana. No obstante, invitó a Mitain al poco tiempo a San Luis y adoptó a Rosalie, la mayor de las hijas que Lisa había tenido con ella, procurándole una educación estable y haciéndose cargo de la pequeña. 

### Aunt Manuel
Hempstead siguió siendo conocida como Aunt Manuel en buena parte de la ciudad de San Luis. Se dedicó a cuidar de los enfermos, a regentar orfanatos y a velar por los intereses de los más desfavorecidos en nombre de la Iglesia Presbiteriana. Después de la muerte de Lisa, nunca volvió a casarse, por lo que dedicó la mayor parte de su tiempo a servir a la comunidad de la creciente ciudad. Su hijo Christopher murió a una edad temprana, por lo que dedicó sus cuidados como madre a Rosalie, la hija de Lisa y Mitain, que vivió muchos años y contrajo matrimonio con un abogado estadounidense.
Se tiene constancia de que llegó a ser una ávida lectora (dedicó la mayor parte de las tardes durante casi cincuenta años a la lectura) y una ferviente apasionada del Oeste americano y defensora de los derechos de los indios.
En sus últimos años se mudó a Galena, en Illinois, dónde aún vivía su familia. Allí falleció en 1869 y sus restos fueron trasladados a San Luis donde fue enterrada junto a Lisa y a su hermano en el cementerio de Bellefontaine.